# Aldealseñor
Aldealseñor je obec ve španělské provincii Soria v autonomním společenství Kastilie a León. V roce 2018 zde žilo 30 obyvatel. Leží v časovém pásmu UTC+01:00. Rozloha obce činí 9,29 km2 a hustota zalidnění je tak 3,34 obyvatel km2. Leží v nadmořské výšce 1 088 m n. m. V roce 2015 se stal starostou obce Silvano García Mingo.